# Het oor van Lincoln
Het oor van Lincoln is het 44ste album uit de stripreeks De Blauwbloezen. Het werd getekend door Willy Lambil en het scenario werd geschreven door Raoul Cauvin. Het album werd uitgegeven in 2001.

## Verhaal
De Noordelijke unie is al zes weken bezig om de belangrijke heuvel bij Vicksburg in te nemen. Als er bij een volgende slag het opnieuw mislukt, raakt Generaal Grant in paniek en zet het op een drinken. Dan komt hij met een idee naar de generale staf om een geheime tunnel te laten graven onder de onneembare heuvel en die vol te proppen met explosieven en kruitvaten. Blutch en Chesterfield zijn de soldaten die deze tunnel moeten graven. Als de plannen klaar zijn, geeft Grant zijn tegenstander generaal Pemberton nog een nacht de kans om zich over te geven. Als de volgende ochtend Grant nog geen antwoord heeft gekregen, steekt hij het kruit aan, er volgt echter geen explosie en Blutch moet gaan kijken wat er aan de hand is. Alle vaten kruit zijn die nacht weggehaald door de Zuidelijke.
Grant raakt opnieuw in een depressie en grijpt naar de drank, dan raakt hij ook nog spoorloos en Blutch en Chesterfield krijgen de opdracht om de generaal zo spoedig mogelijk terug te vinden. Dan bereikt de generale staf een brief van de president (Lincoln) die een inspecteur naar het kamp heeft gestuurd om het functioneren van het leger en vooral van Grant te inspecteren. Als Grant weer terecht is moet hij spoedig worden opgelapt en ontnuchterd worden om de inspecteur te woord te staan. Chesterfield en Blutch doen er dan alles aan om iedereen in het leger positieve dingen te laten zeggen over Grant, wat uiteindelijk mislukt en de inspecteur over de geheime gang te weten komt. Als deze de gang inspecteert en instort lijkt iedereen in het kamp er toch beter van te worden...

## Personages in het album
- Blutch
- Cornelius Chesterfield
- Generaal Grant, gebaseerd op Ulysses S. Grant
- Kapitein Stark
- Generaal Pemberton, gebaseerd op (John C. Pemberton en)
- Generaal Alexander
- Kapitein Stillman
- Inspecteur van Lincoln, bijgenaamd het Oor